# Амортизаційна рідина
Амортизаці́йна (амортиза́торна) рідина́ — технічна рідина, яка використовується для заповнення телескопічних, важільно-кулачкових та інших гідравлічних амортизаторів колісних та гусеничних транспортних машин та в авіації з метою гасіння механічних коливань шляхом поглинання кінетичної енергії рухомих мас.

## Умови експлуатації
Робота амортизаторів ґрунтується на поглинанні кінетичної енергії коливання рухомих мас за рахунок перетікання амортизаційної рідини. Тиск рідини в амортизаторах може сягати значень 8…11 МПа, а температура, залежно від температури навколишнього середовища, до 140 °С. Щоб забезпечити ефективну роботу амортизаторів, рідини мають мати стабільні в'язкісні характеристики, низькі температури загусання, а також антипінні, мастильні та інші властивості.

## Склад та марки
Амортизаційні рідини виробляють з нафтових дистилятів селективного очищення змішуванням з кремнійорганічними рідинами (8…10 % за масою). Як амортизаційні рідини використовують спеціальні рідини: суміш мінеральної оливи із синтетичним компонентом — полісилоксановою оливою, з комплексом присадок, а також малов'язкі оливи та їх суміші, наприклад, суміш турбінної і трансформаторної олив.
АЖ-170 — суміш поліетилсилоксанів з очищеною нафтовою оливою. Використовують в інтервалі температур –60…+130 °C; tспалаху =+245 °C.
МГП-10 (ОСТ 38154—74) — суміш малов'язкої трансформаторної оливи і синтетичної поліетилсилоксанової рідини, у яку для покращення експлуатаційних властивостей уведені осіркований кашалотовий жир, полімерна депресорна, а також антиокисновальна і протипінна присадки. Загусає рідина при –40 °C; tспалаху = +150 °C.
МГП-12 — покращений аналог МГП-10, становить малов'язку низькозагусну нафтову основу, у яку уведені депресорна, диспергувальна, протизношувальна, антиокиснювальна і протипінна присадки. Кінематична в'язкість при +50 °C 12 мм²/с.
АЖ-12т (ГОСТ 23008-78) — фракція трансформаторної оливи, загущена поліетилсилоксановою рідиною з додаванням протизношувальної і антиокиснювальної присадок. Кінематична в'язкість при +50 °C 10 мм²/с; tзагусання = –55 ºC, що забезпечує м'яку роботу амортизаторів незалежно від пори року. Це прозора рідина від світло-жовтого до світло-коричневого забарвлення.
ГРЖ-12 (ТУ 0253-048-05767924-96) — це суміш очищених трансформаторного і веретенного дистилятів з додаванням депресорної, антиокиснювальної, протизношувальної і протипінної присадок. Використовують в амортизаторах і телескопічних стійках автомобільної техніки. Властивості ГРЖ-12: кінематична в'язкість при 40 °C, мм²/с; tзагусання = –50 °C; tспалаху = +140 °C.

Використовують, також, замінники амортизаційних рідин гідравлічні оливи МГ-22-А (АУ) і МГ-22-Б (АУП) за ГОСТ. Однак у них висока температура загусання і незадовільна в'язкісно-температурна характеристика. Їх в'язкість стрімко зростає з пониженням температури, що у свою чергу спричиняє зростання жорсткості амортизаторів.
Крім того, як замінник амортизаційних рідин застосовують суміш турбінної і трансформаторної олив у пропорції приблизно 1:1. Однак ця суміш не у повній мірі відповідає вимогам, так як має недостатньо добру в'язкісно-температурну характеристику і високу температуру загусання (–30 °C).
Різновидом амортизаційних рідин є противідкатні рідини, що застосовуються в артилерії.